# Giardino dei Suoni
Il giardino dei Suoni è un parco artistico situato in una zona rurale nei pressi di Boccheggiano, nel territorio comunale di Montieri (GR).
Il parco-museo, che si estende in un'area di circa 12 ha, ospita all'aperto una collezione di sculture dell'artista Paul Fuchs, realizzate mediante l'utilizzo di materiali quali il rame, il ferro, il bronzo, il legno e la pietra. Le opere hanno trovato una collocazione naturale nei prati, tra gli alberi del bosco e nell'area prospiciente l'abitazione dello scultore.
La denominazione "giardino dei Suoni" deriva dalle onde sonore che vengono emesse dalle sculture, che tendono a fluttuare proporzionalmente all'intensità del vento. Gli effetti sonori sono resi possibili dalla particolare collocazione e composizione delle stesse opere, studiate appositamente dallo scultore per creare effetti musicali suggestivi, all'interno di un contesto artistico e naturalistico di particolare pregio.
Il parco artistico è visitabile su appuntamento.